# Carcasse (Fluss)
Der Carcasse ist ein kleiner Fluss im Zentralmassiv von Frankreich, der im Département Puy-de-Dôme der Region Auvergne-Rhône-Alpes südöstlich der Stadt Clermont-Ferrand verläuft.

## Geographie

### Verlauf
Der Carcasse entspringt beim Ort Balance im südöstlichen Gemeindegebiet von Saint-Amant-Roche-Savine, nahe der Grenze zur benachbarten Gemeinde Fournols, verläuft generell Richtung Nordnordost  durch den Regionalen Naturpark Livradois-Forez und mündet nach insgesamt rund 16 Kilometern an der Gemeindegrenze von La Chapelle-Agnon und Bertignat als linker Nebenfluss die Dore. Der Carcasse ändert in seinem Verlauf mehrfach den Namen anhand der durchflossenen Orte. So nennt er sich in Fließrichtung gesehen: Ruisseau de Buisson, Ruisseau des Donnes, Ruisseau de la Farge und Ruisseau de Carcasse. In seinem Mündungsabschnitt quert er die Bahnstrecke Saint-Germain-des-Fossés–Darsac.

### Orte am Fluss
(Reihenfolge in Fließrichtung)
- Balance, Gemeinde Saint-Amant-Roche-Savine
- Les Chapioux, Gemeinde Saint-Amant-Roche-Savine
- Le Buisson, Gemeinde Saint-Amant-Roche-Savine
- La Farge, Gemeinde Saint-Amant-Roche-Savine
- Le Cros, Gemeinde Saint-Amant-Roche-Savine
- Carcasse, Gemeinde Grandval
- Les Moulins, Gemeinde Bertignat
- Le Fayet, Gemeinde La Chapelle-Agnon
- Dousson, Gemeinde Bertignat
- Pont de David, Gemeinde La Chapelle-Agnon